# Трамбле, Джейкоб
Дже́йкоб Трамбле́ (англ. Jacob Tremblay; род. 5 октября 2006, Ванкувер, Британская Колумбия) — канадский актёр, получивший известность благодаря роли Коди в фильме ужасов «Сомния», Джека в драматическом фильме «Комната», Августа «Огги» Пуллмана в фильме «Чудо», а также озвучиванию Луки Пагуро в мультфильме «Лука».

## Биография и карьера
Джейкоб Трамбле родился 5 октября 2006 года в Ванкувере. Отец — полицейский детектив Джейсон Трамбле, мать — домохозяйка Кристина Трамбле. У Джейкоба есть 2 сестры: старшая Эмма и младшая Эрика.
Дебютировал на телевидении в 2013 году. Снялся в фильме «Смурфики 2». В 2015 году вышел фильм «Комната», одна из главных ролей в котором принесла Джейкобу мировую известность и премии Ассоциации кинокритиков Чикаго, Национального совета кинокритиков США, «Спутник», «Austin Film Critics Association», «Indiana Film Journalists Association», «Las Vegas Film Critics Society Awards», «Nevada Film Critics Society», «Phoenix Film Critics Society Awards», «San Diego Film Critics Society Awards», «Santa Barbara International Film Festival», «Washington DC Area Film Critics Association Awards», «Women Film Critics Circle Awards», а также ряд номинаций, среди которых премия Гильдии киноактёров США, «Сатурн», «Империя», «Молодой актёр».
В 2016 году Джейкоб сыграл главного героя телесериала Fox «Последний человек на Земле» в детстве, а также исполнил главную роль в фильме ужасов «Сомния». В 2017 году он снялся в фильмах «Книга Генри» и «Чудо».
В 2018 году Джейкоб появился в фантастическом боевике «Хищник», а также сыграл одну из главных ролей в фильме Ксавье Долана «Смерть и жизнь Джона Ф. Донована».
В 2019 году актёр сыграл в хорроре «Доктор Сон» по роману Стивена Кинга, продолжении «Сияние».
В июле 2019 года было анонсировано, что Джейкоб озвучит Флаундера в новой версии «Русалочки» от Disney.

## Личная жизнь
В настоящее время Джейкоб проживает в Лэнгли, Британская Колумбия. Актёр — ярый поклонник франшизы «Звёздные войны», поэтому он назвал свою собаку в честь персонажа Дейзи Ридли, Рэй. Его волнение в связи с появлением персонажей C-3PO, R2-D2 и BB-8 на 88-й церемонии вручения наград премии «Оскар» было признано главным событием вечера.

## Фильмография
| Год       |     | Русское название                 | Оригинальное название                                                | Роль                    |
| --------- | --- | -------------------------------- | -------------------------------------------------------------------- | ----------------------- |
| 2013      | с   | Мотив                            | Motive                                                               | Райли Стэнвик           |
| 2013      | ф   | Смурфики 2                       | The Smurfs 2                                                         | Блю Уинслоу             |
| 2013      | кор | Магический хорёк                 | The Magic Ferret                                                     | Сэм                     |
| 2013      | с   | Мистер Янг                       | Mr. Young                                                            | мальчик                 |
| 2014      | ф   | Посетители                       | Extraterrestrial                                                     | Мэтти                   |
| 2014      | тф  | Будущий муж моей матери          | My Mother's Future Husband                                           | Коннор                  |
| 2014      | кор | Маленькие хорьки Санты           | Santa's Little Ferrets                                               | Тодд Коллинз            |
| 2015      | ф   | Комната                          | Room                                                                 | Джек                    |
| 2015      | кор | Брат Горда                       | Gord's Brother                                                       | юный Горд               |
| 2016      | тф  | Искусство сделки Дональда Трампа | Funny or Die Presents: Donald Trump's the Art of the Deal: The Movie | ребёнок №4              |
| 2016      | ф   | Взаперти                         | Shut In                                                              | Том                     |
| 2016      | с   | Последний человек на Земле       | The Last Man on Earth                                                | юный Тенди              |
| 2016      | ф   | Сомния                           | Before I Wake                                                        | Коди                    |
| 2016      | ф   | Сожгите ваши карты               | Burn Your Maps                                                       | Уэс                     |
| 2016      | мс  | Американский папаша!             | American Dad!                                                        | отдыхающий, озвучка     |
| 2017      | ф   | Книга Генри                      | The Book of Henry                                                    | Питер Карпентер         |
| 2017      | ф   | Чудо                             | Wonder                                                               | Август «Огги» Пуллман   |
| 2017—2020 | мс  | Кот Пит                          | Pete the Cat                                                         | Пит                     |
| 2018      | ф   | Смерть и жизнь Джона Ф. Донована | The Death and Life of John F. Donovan                                | Руперт Тёрнер           |
| 2018      | ф   | Хищник                           | The Predator                                                         | Рори Маккенна           |
| 2018      | мс  | Звери                            | Animals                                                              | Нюк                     |
| 2019      | ф   | Хорошие мальчики                 | Good Boys                                                            | Макс                    |
| 2019      | с   | Сумеречная зона                  | The Twilight Zone                                                    | Оливер Фоули            |
| 2019      | ф   | Доктор Сон                       | Doctor Sleep                                                         | Брэдли Тревор           |
| 2019      | мс  | Харли Квинн                      | Harley Quinn                                                         | Дэмиен Уэйн / Робин     |
| 2021      | мф  | Лука                             | Luca                                                                 | Лука Пагуро             |
| 2021      | мф  | Чао, Альберто                    | Ciao Alberto                                                         | Лука Пагуро             |
| 2022      | мф  | Папин дракон                     | My Fatherʼs Dragon                                                   | Элмер                   |
| 2023      | ф   | Русалочка                        | The Little Mermaid                                                   | Флаундер                |
| 2023      | ф   | Токсичный мститель               | The Toxic Avenger                                                    | Уэйд                    |
| 2023      | ф   | Королева костей                  | Queen of Bones                                                       | Сэм                     |
| 2024      | мф  | Орион и Тьма                     | Orion and the Dark                                                   | Орион Мендельсон        |
| 2024      | ф   | Жизнь Чака                       | The Life of Chuck                                                    | юный Чарльз «Чак» Кранц |
| 2026      | мф  | Дикий лес                        | Wildwood                                                             | Кёртис Мелберг          |
|           | ф   | Унабом                           | Unabom                                                               | Теодор Качинский        |